# Bourgeon (label)
Pour les articles homonymes, voir Bourgeon.

Logo du label Bourgeron.

Le label Bourgeon est né en 1981, il est propriété de Bio Suisse (anciennement Association suisse des organisations d’agriculture biologique). Bio Suisse a confié la certification des produits Bourgeon confectionnés en Suisse à Bio.inspecta.
Ce label garantit que les lieux de production pratiquent une agriculture biologique sur l'ensemble de leur exploitation. Il exclut l'emploi d'organismes génétiquement modifiés (OGM), les pesticides et engrais chimiques de synthèse, ainsi que les additifs considérés comme inutiles (arômes, colorants). Sont également concernés le mode de transformation des aliments et les contrôles indépendants.

## Description

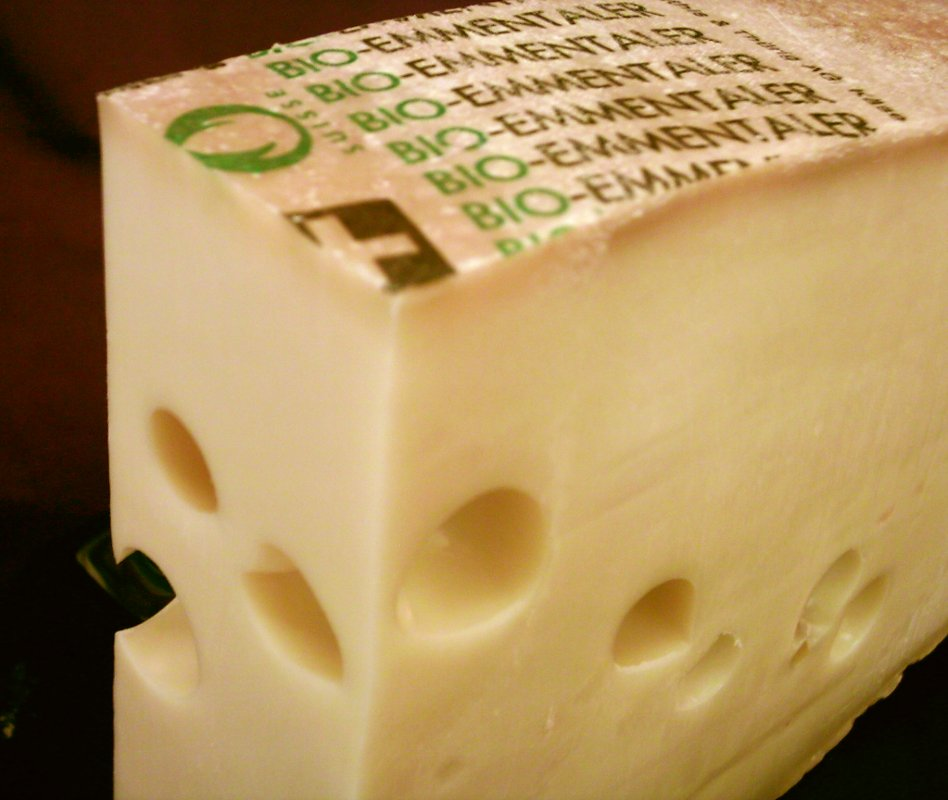
Exemple d'utilisation du « Bourgeon » sur l'Emmental

Le label est décliné en quatre variantes : 
- « Bourgeon Bio Suisse » avec un minimum de 90 % de matières premières en provenance de Suisse ;
- « Bourgeon Bio » lorsque plus de 10 % des matières premières sont importées (et soumises aux mêmes conditions de production) ;
- « Bourgeon Reconversion » durant les deux premières années de reconversion d'une exploitation ;
- « Bourgeon Gourmet », depuis 2009.

Environ 800 exploitations de production ou de commercialisation bénéficient du label. Plus de 80 % des aliments portant ce label sont produits et transformés en Suisse.
Les produits labellisé par le Bourgeon Bio Suisse sont notamment distribués par les deux plus grande chaînes de supermarchés du pays, la Migros (sous le label « Migros bio ») et la Coop (sous le label « Bio Suisse »).